# Ајванхо (Минесота)
Ајванхо (енгл. Ivanhoe) град је у америчкој савезној држави Минесота.

## Демографија
По попису из 2010. године број становника је 559, што је 120 (-17,7%) становника мање него 2000. године.
| Група             | 2000.       | 2010.       |
| Белци             | 677 (99,7%) | 557 (99,6%) |
| Афроамериканци    | 0 (0,0%)    | 0 (0,0%)    |
| Азијати           | 0 (0,0%)    | 0 (0,0%)    |
| Хиспаноамериканци | 2 (0,3%)    | 2 (0,4%)    |
| Укупно            | 679         | 559         |